# Olympische Sommerspiele 1924/Radsport
Bei den VIII. Olympischen Spielen 1924 in Paris wurden sechs Wettbewerbe im Radsport ausgetragen.

## Bahn

### Sprint (1 km)
| Platz | Land | Athlet         | 200-m-Zeit |
| ----- | ---- | -------------- | ---------- |
| 1     | FRA  | Lucien Michard | 12,8 s     |
| 2     | NED  | Jaap Meijer    | k. A.      |
| 3     | FRA  | Jean Cugnot    | k. A.      |

### 50 km
| Platz | Land | Athlet      | Zeit           |
| ----- | ---- | ----------- | -------------- |
| 1     | NED  | Ko Willems  | 1:18:24,0 h    |
| 2     | GBR  | Cyril Alden | 1 Länge zurück |
| 3     | GBR  | Harry Wyld  | 1 Länge zurück |

### Tandem (2 km)
| Platz | Land | Athleten                                      |
| ----- | ---- | --------------------------------------------- |
| 1     | FRA  | Lucien Choury / Jean Cugnot                   |
| 2     | DEN  | Edmund Hansen / Willy Falck Hansen            |
| 3     | NED  | Gerard Bosch van Drakestein / Maurice Peeters |

### 4000 m Mannschaftsverfolgung
| Platz | Land | Athleten                                                               | Zeit       |
| ----- | ---- | ---------------------------------------------------------------------- | ---------- |
| 1     | ITA  | Alfredo Dinale Angelo De Martini Aurelio Menegazzi Francesco Zucchetti | 5:15,0 min |
| 2     | POL  | Józef Lange Jan Łazarski Tomasz Stankiewicz Franciszek Szymczyk        | k. A.      |
| 3     | BEL  | Jean Van den Bosch Léonard Daghelinckx Rik Hoevenaers Fernand Saivé    | k. A.      |

## Straße (188 km)

### Einzelwertung
| Platz | Land | Athlet             | Zeit        |
| ----- | ---- | ------------------ | ----------- |
| 1     | FRA  | Armand Blanchonnet | 6:20:48,0 h |
| 2     | BEL  | Rik Hoevenaers     | 6:30:27,0 h |
| 3     | FRA  | René Hamel         | 6:30:51,6 h |

### Mannschaftswertung
| Platz | Land | Athleten                                             | Zeit         |
| ----- | ---- | ---------------------------------------------------- | ------------ |
| 1     | FRA  | Armand Blanchonnet René Hamel Georges Wambst         | 19:30:13,4 h |
| 2     | BEL  | Rik Hoevenaers Alphonse Parfondry Jean Van den Bosch | 19:46:55,4 h |
| 3     | SWE  | Erik Bohlin Ragnar Malm Gunnar Sköld                 | 19:56:41,4 h |